# Terminalia brownii
Espèce
Terminalia brownii est une espèce de plantes à fleurs de la famille des combrétacées. C'est un arbre originaire d'Afrique de l'Est. Son bois peut être utilisé comme bois d'œuvre.

## Liste des variétés
Selon Tropicos (20 juillet 2017) :
- variété Terminalia brownii var. confertifolia (Steud. ex A. Rich.) Almagia